# Ne kérdezz semmit! (Így jártam anyátokkal)
A Ne kérdezz semmit! az Így jártam anyátokkal című televízió-sorozat kilencedik évadjának hetedik epizódja. Eredetileg 2013. október 28-án vetítették, az Egyesült Államokban, míg Magyarországon 2014. március 31-én.
Ebben az epizódban Marshall telefonon kéri barátai segítségét, nehogy Lily megtudja, mi áll az SMS-ben, és a "ne kérdezz semmit" szabályra hivatkozik.

## Cselekmény
Péntek este fél 12 van, 42,5 órával járunk az esküvő előtt. Daphne épp most írta meg e-mailben Lilynek, hogy Marshall a tudta nélkül elfogadott egy bírói kinevezést. Mikor Lily felhívja, Marshall megnyugodva veszi tudomásul, hogy még nem tud az üzenetről, és inkább arról panaszkodik, hogy a 13-as szobát kapták a fogadóban. A szobáról azt pletykálják, hogy 1843 óta kísértetjárta, amikor is egy sorozatgyilkos ott fagyott halálra, mert a kampója beszorult a falba. Lily pedig a kérésük ellenére sem kapott másik szobát. Eközben Barney azt tervezi, hogy száz galambot fognak egyszerre elereszteni akkor, amikor kilépnek az épületből friss házasként. Ám ekkor Robin eszébe juttatja, hogy néhány rokona díszsortűzzel szeretne előttük tisztelegni. Ekkor mindketten rádöbbennek, hogy az volt a baj, hogy mindketten a saját tervüket akarták megvalósítani, amiről nem is szóltak a másiknak.
Aznap este Lily nem tud aludni, és egy különös alak jelenik meg az ablakban, kampóval – nem más, mint Ted. Valójában őt Marshall küldte azzal, hogy törölje ki az SMS-t, amint lehet, és ne kérdezzen semmit. Ted azért jön ezzel a szívességgel, mert Marshall egyszer kiszabadította őt egy postaládából, ahová valahogy bezárták. Bár az ajtó zárja elromlott, Ted valamiért mégis a lefolyón keresztül mászott fel a szobába. Visszaaltatja Lilyt Marvin altatójával, ám ekkor a szellőzőn keresztül megjelenik Barney. Őt is megkérte Marshall, méghozzá két szívesség miatt is. Vitatkozni kezdenek, amire felébred Lily, ám ekkor megérkezik a szobaszerviz. Mivel senki nem kért kaját, Lily leindul a recepcióra panaszt tenni.
A kocsival nem más érkezett, mint Robin, aki szintén jön egy szívességgel egy rejtélyes ügy miatt. Keresik a telefont, de azt Lily magával vitte a recepcióra. Robin és Barney kidolgoznak egy részletes tervet, amiben csapatként működnének együtt, de Ted eddigre megelőzi őket. Mint kiderül, neki is van egy "ne kérdezz semmit" szívessége Lilyvel szemben, és azt kéri tőle, hogy törje össze a telefont. Ezután felhívja Marshallt és megkérdezi tőle, miért nem alkalmazta ezt a módszert Lilynél. Marshall azt mondja, azért, mert ő mindig nyitott és őszinte vele – és ekkor rájön, hogy amit tett, az épp az ellenkezője volt. Lilyt kéri a telefonhoz, és elmondja neki az igazat. Lily erre csak annyit reagált, hogy eddig úgy hitte, hogy senki nem halt meg a szobájukban, de hamarosan valaki meg fog...
A záró jelenetből kiderül, hogy Ted hogy került a postaládába: írt egy levelet egy nőnek, amit bedobott a dobozba, de aztán meggondolta magát, és megpróbálta visszaszerezni. Látta, hogy oldalt nyitva van a láda, bemászott, és meg is szerezte, de aztán a postás rázárta az ajtót.

## Kontinuitás
- Marvin altatódala "Az utolsó oldal" című részben volt hallható.
- Ted a "Farhampton" című részben még nem mert felmászni a lefolyó mellett, mostanra viszont összeszedte a bátorságát.
- Barney ismét tanúbizonyságát adja annak, hogy a filmek rosszfiúit tartja a jófiúknak, amikor Bruce Willist főgonoszként írja le a Die Hardban.
- Lily az "Úton Róma felé" című részben döntötte el, hogy elutaznak Rómába, Marshall pedig a "Valami új" című részben fogadta el a bírói állást.
- Marshallnál van egy táska, amin az áll: Ted Mosby tulajdona. Ted "A ló túloldalán" című részben címkézte fel a holmijait, mert azokat mindig kölcsönkérték és nem adták vissza.

## Jövőbeli visszautalások
- Marshall végül a következő epizódban mondja meg a véleményét Daphnenak.
- Marshall a "Napfelkelte" című epizódban képzeletbeli szellemekkel beszélget a szobában.
- Lily és Marshall végül a "Szünet ki" című részben vitatkoznak.

## Érdekességek
- Habár Marshall azt állítja, hogy sosem kért Lilytől ilyen szívességet, "A skorpió és a varangy" című részben mégis megtette.
- Ha igaz az, amit Barney korábban állított, semmibe nem került volna elcserélni a szobákat, hiszen a harmadik emelet szinte teljesen üres volt.
- Lily megjegyzése a patkányokról a falban egy utalás H.P. Lovecraft hasonló című művére.